# Synanthedon chrysidipennis
Synanthedon chrysidipennis is een vlinder uit de familie wespvlinders (Sesiidae), onderfamilie Sesiinae.
Synanthedon chrysidipennis is voor het eerst wetenschappelijk beschreven door Boisduval in 1869. De soort komt voor in het Nearctisch gebied.